# Baie de Quinte
Pour les articles homonymes, voir Quinte (homonymie).

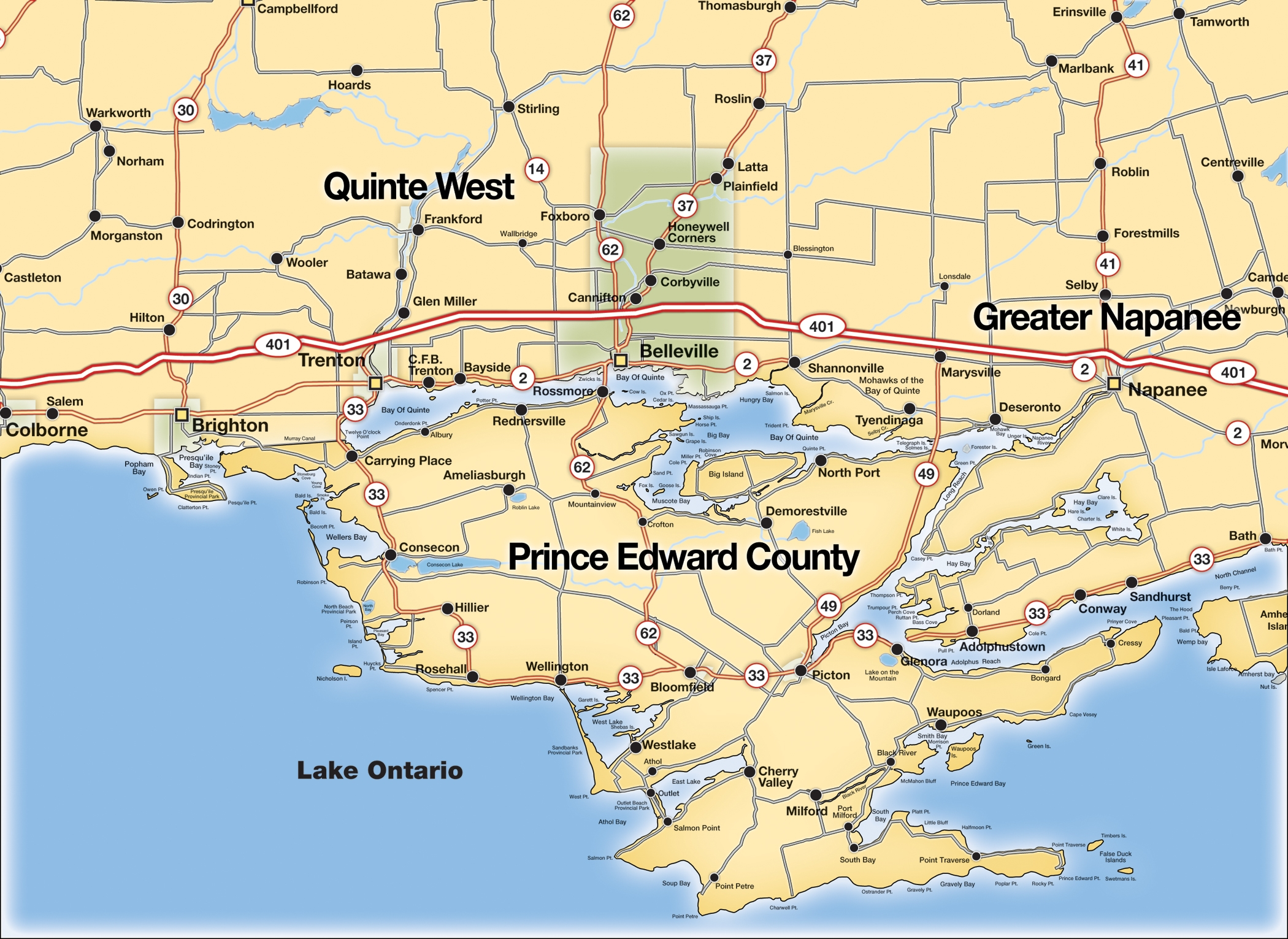
Carte de la baie de Quinte.

La baie de Quinte (en anglais : Bay of Quinte) est une baie située dans la province de l'Ontario, au Canada, précisément sur la rive nord du lac Ontario à environ 200 km à l'est de la ville de Toronto et à 400 km à l'ouest de la ville de Montréal. 
La baie, qui est étroite, a la forme d'un Z. Elle sépare naturellement la presqu'île du Prince-Édouard du reste de la province. Sa largeur n'excède que très rarement 2 km alors que sa longueur atteint plus de 100 km. Débutant à l'est à l'embouchure du lac Ontario, la baie se dirige vers l'ouest-sud-ouest sur 25 km jusqu'à Picton, où elle prend une orientation nord-nord-ouest sur 20 km jusqu'à Deseronto. À partir de là, elle prend une orientation sud-sud-ouest sur 40 km en passant Big Island au sud et Belleville au nord. La baie se termine au niveau de la ville de Trenton (Quinte West) près de l'embouchure de la rivière Trent, qui fait partie de la voie navigable Trent-Severn reliant le lac Ontario au lac Huron au niveau de la baie Georgienne. À cet endroit, le canal Murray permet également de traverser l'isthme du comté de Prince-Édouard pour rejoindre à nouveau le lac Ontario.

## Toponymie

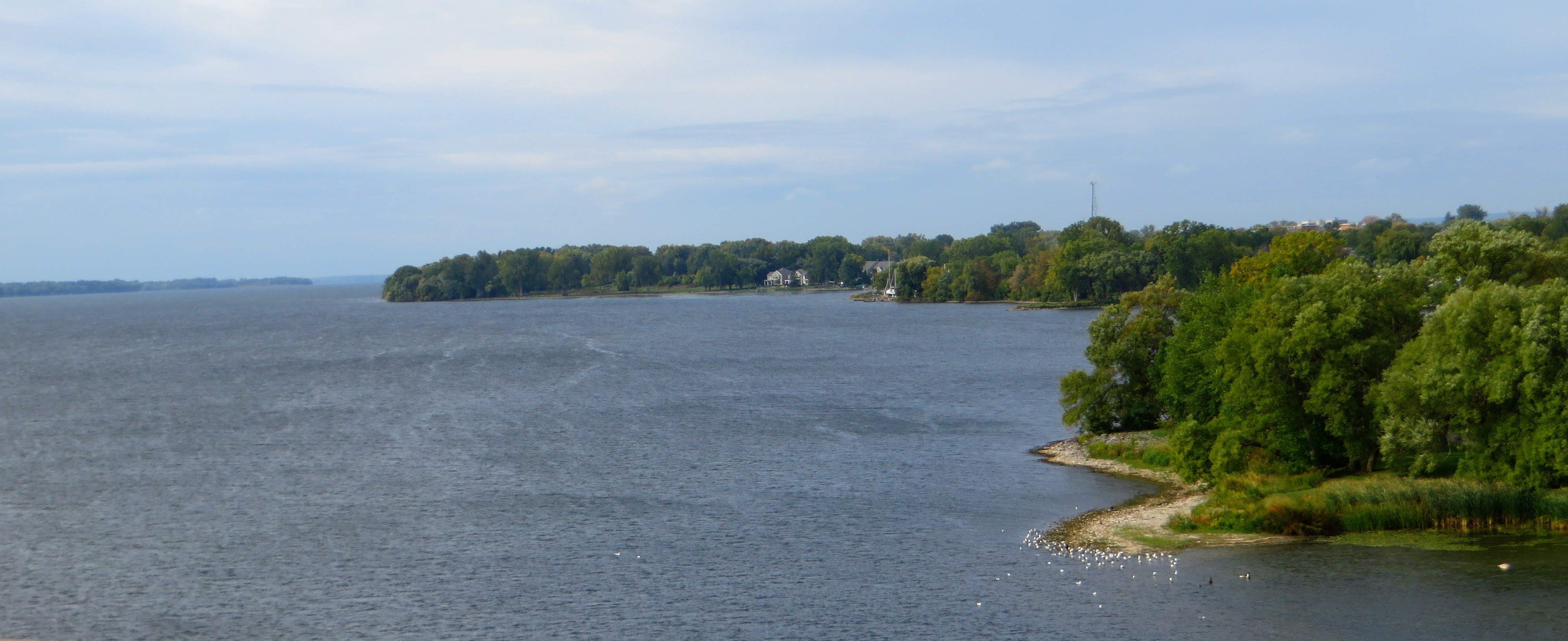
La baie, près de Belleville.

La baie tire son nom du nom mohawk Kenté, désignant un village iroquois situé sur la rive-sud de la baie. Plus tard, une mission catholique française sera érigée à cet endroit, donnant éventuellement le nom de « Kenté » à la baie adjacente. 

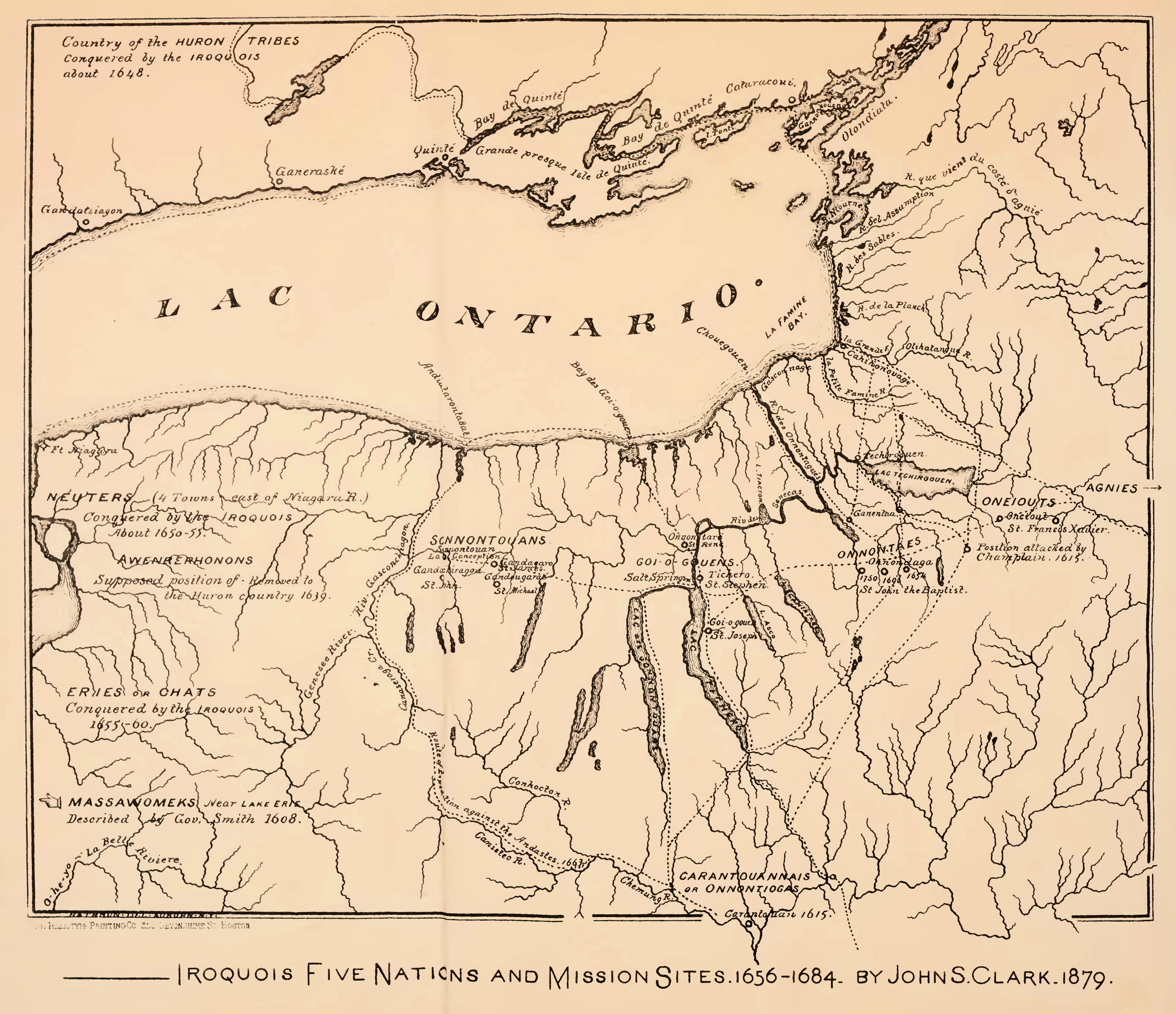
Carte des Cinq Nations iroquoises et des sites de mission. On peut y voir l'emplacement de la nation Goyogouin et de la baie de Quinte.

## Histoire
En octobre 1668, les sulpiciens français Claude Trouvé et François de Salignac de la Mothe-Fénelon (en), demi-frère du célèbre Fénelon, ont fondé une mission portant le nom de « Kenté » dans un village goyogouin qui s'y trouvait. Cette mission fut fermée en 1680. La baie a joué un rôle important durant la période de la prohibition aux États-Unis. L'alcool fabriqué dans la région était envoyé par bateaux à travers la baie et à travers le lac Ontario jusqu'aux États-Unis. Ce commerce illégal a été à la base de la création de nombreuses fortunes dans la région de la cité de Belleville.
Le 23 juin 1907, Hod Stuart, joueur professionnel de hockey sur glace, y trouve la mort en plongeant tête première sur des rochers.